# Kingsleya ytupora
Kingsleya ytupora is een krabbensoort uit de familie van de Pseudothelphusidae. De wetenschappelijke naam van de soort is voor het eerst geldig gepubliceerd in 1986 door Magãlhaes.